# Primii pași ai lui Ionică
Primii pași ai lui Ionică este un film românesc din 1959 regizat de Gabriel Barta.